# Cseri Kálmán
Cseri Kálmán (Kecskemét, 1939. április 30. – Budapest, 2017. február 13.) magyar református lelkipásztor, egyházi író.

## Életútja
Cseri Kálmán (1900–2000) és Kecskés Julianna (1900–1985) elsőszülött gyermekeként született. Szülővárosában érettségizett 1957-ben. Tanulmányait a Károli Gáspár Református Teológián folytatta, ahol 1962-ben végzett. Három évig Cecén, majd hat évig Budahegyvidéken szolgált segédlelkészként. Innen hívta meg lelkipásztorának a pasaréti gyülekezet Joó Sándor halála után, 1971-ben. Harminckilenc éven keresztül a Pasaréti Református Egyházközség vezető lelkésze, innen vonult nyugdíjba 2010. június 30-án. Utóda Horváth Géza lett, aki 1988-tól a nagyvarsányi református gyülekezet lelkipásztora volt.
Cseri Kálmán hitvallása szerint minden gyakorlati kérdésben is Isten igéje, a Biblia szerint szeretne dönteni és cselekedni. A református lelkipásztori irodalom kiemelkedő művelője, akit nemcsak Magyarországon, hanem a határokon túl is széles körben ismernek. Több mint húsz önálló, számos kiadást megért kötete, nagyszámú folyóiratcikke és publikációja jelent meg. Munkásságáért a Nemzeti Szabadelvű Párt elnöke a „Haza Prédikátora” címet ajándékozta neki.

## Művei

### Saját művei időrendben
- Pál apostol, Református Zsinati Iroda Sajtóosztálya, Budapest, 1979, ISBN 963-703-080-8, 61 p
- A Tízparancsolat, Harmat Kiadói Alapítvány, Budapest, 1983, ISBN 963-300-119-6, 101 p
- Tudom, kinek hittem, Református Zsinati Iroda Sajtóosztálya, Budapest, 1985, ISBN 963-300-164-1, 117 p
- Jónás – Evangélizációs hét a Pasaréti Református Gyülekezetben, Budapest-Pasaréti Református Egyházközség, Budapest, 1989 , ISBN 963-202-588-1, 69 p
- Hogyan ad Isten győzelmet? – Evangélizáció Gedeon története alapján (elhangzott a Budapest-Pasaréti gyülekezetben 1991 őszén), Primo Kiadó, Budapest, 1991, ISBN 963-7838-69-4, 103 p
- Református hitünk – Hittankönyv a konfirmáció utáni korosztálynak, A Református Zsinati Iroda Sajtóosztálya, Budapest, 1991, ISBN 963-300-407-1, 180 p
- Fürödj meg és megtisztulsz, Harmat Kiadói Alapítvány, Budapest, 1992, ISBN 963-7954-05-8, 94 p
- Noé Istennel járt – Az 1Móz 6-8. részek magyarázata, Szerzői magánkiadás, Pasarét, 1994, ISBN 963-450-842-1, 86 p
- Fölkelvén hazament – Evangélizációs hét a Pasaréti Református Gyülekezetben, Szerzői magánkiadás, 1996, ISBN 963-650-759-7, 84 p
- A házasság válságai, Pasaréti Református Egyházközség, Budapest, 1997, ISBN 963-0020-71-8, 27 p
- Mit tanít a Biblia a szenvedésről?,  Evangéliumi Kiadó-MSEJK, Pozsony, 1997, ISBN 80-88891-04-3, 80 p
- Öregen is gyümölcsöző, Budapest-Pasaréti Református Egyházközség, Budapest, 1998, ISBN 963-002-184-6, 52 p
- József – Isten iskolájában, Harmat Kiadói Alapítvány, Budapest, 1998, ISBN 9639148105, 143 p
- A Törvény betöltése... – A Tízparancsolat magyarázata, Szerzői magánkiadás, Budapest, 1998, ISBN 963-00-2281-8, 229 p
- Jósáfát – A hívő élet buktatói és győzelmei, Szerzői magánkiadás, Budapest, 2000, ISBN 963-002-714-3, 135 p
- Pál életútja, Budapest-Pasaréti Református Egyházközség, Budapest, 2000, ISBN 963-00-5283-0, 80 p
- Újonnan kell születnetek – 1993 őszén elhangzott igehírdetés-sorozat, Magánkiadás, Budapest, 2001, ISBN 963-00-2183-8, 114 p
- Isten kérdez – A 2002 szeptember 22-29. elhangzott igehirdetés sorozat, Budapest, 2002, ISBN 963-204-725-7, 96 p
- Mit hoz a jövő?, Budapest, 2003, ISBN 963-206-818-1, 28 p
- Szeressétek egymást! – Házasságról, gyerekekről, Szerzői magánkiadás, Budapest, 2003, ISBN 963-212-969-5, 106 p
- Taníts imádkozni, Budapest-Pasaréti Református Egyházközség, Budapest, 2004, ISBN 963-214-654-9, 102 p
- Foltozni vagy átöltözni?, Budapest-Pasaréti Református Egyházközség, Budapest, 2004, ISBN 963-217552-2, 48 p
- Ki a mi Istenünk? – Elhangzott a pasaréti református gyülekezetben 2005. szeptember 18-25., Budapest-Pasaréti Református Egyházközség, Budapest, 2005, ISBN 963-219-468-3, 80 p
- Uram, hogy lássak! – Elhangzott a pasaréti református gyülekezetben 2007. szeptember 23-30., Budapest-Pasaréti Református Egyházközség, Budapest, 2007, ISBN 978-963-870-065-0, 85 p
- A kegyelem harmatja – Áhítatok az év minden napjára, Harmat Kiadó, Budapest, 2011, ISBN 978-963-288-078-5, 376 p
- Mi van a halál után?, Budapest-Pasaréti Református Egyházközség, Budapest, 2012, ISBN 978-963-89442-3-8, 132 p
- Miatyánk, Harmat Kiadó, Budapest, 2012, ISBN 978-963-288-090-7, 127 p
- Emberek a kereszt körül, Harmat Kiadó, Budapest, 2013, ISBN 978-963-288-186-7, 156 p
- Ünnepeljünk együtt!, Titus, 2013, ISBN 978-963-9967-38-0, 313 p
- Ábrahám útja, 2015, ISBN 9786158034708, 86 p
- A kapernaumi százados, 2016, ISBN 9786158034722, 72 p
- Sorsfordító imádságok, 2016, ISBN 9789632883533, 132 p

### Évjelzés nélkül megjelent művei
- Bibliai alapfogalmak, Pasaréti Református Egyházközség, Budapest, é. n., ISBN 963-217-443-7, 152 p
- Minek az ünnepe karácsony?, h. n., é. n., 20 p
- Amikor eljött a pünkösd napja..., Budapest-Pasaréti Református Egyházközség, Budapest, é. n., 15 p
- Mit ünnepelünk húsvétkor?, h. n., é. n., 12 p
- Gyógyító beszélgetés, h. n., é. n., ISBN 9789638944207, 80 p
- Ami történni fog, h. n., é. n., ISBN 9789638944276, 165 p

### Más írókkal közösen megjelent művei
- Ulrich Parzany – Cseri Kálmán – John Lennox: Ezredfordulós dilemmák, Harmat Kiadói Alapítvány, Budapest, 2002,  ISBN 9639148792
- Cseri Kálmán – Draskóczy Lászlóː Csillag, csillag... – Énekgyűjtemény a pasaréti református gyülekezet belső használatára, Budapest-Pasaréti Református Egyházközség, Budapest, 2009, 129 p